# Oropodes nuclere
Oropodes nuclere är en skalbaggsart som beskrevs av Albert A. Grigarick och Schuster 1976. Oropodes nuclere ingår i släktet Oropodes och familjen kortvingar. Inga underarter finns listade i Catalogue of Life.